# Sportåret 1883

## Händelser

### Allmänt
- 26 augusti - De första offentliga idrottstävlingarna i Örebro, Sverige äger rum vid Stora Holmen [1].

### Baseboll
- Boston Beaneaters vinner National League och Philadelphia Athletics vinner American Association.[2]

### Boxning
- Okänt datum - Amerikanske tungviktsmästaren John L. Sullivan knockas ner i första ronden i matchen mot Charley Mitchell i New York i New York, USA.  Han återhämtar sig och säkrar en TKO då polisen ingriper efter tredje ronden och stoppar matchen. Sullivan åker på turné runtom i Amerika, deltar främst i uppvisningsmatcher; ingen av hans utmanare står sig mer än tre ronder.[3]

### Cricket
- Okänt datum - Nottinghamshire CCC vinner County Championship.[4]

### Hästsport
- 23 maj - Vid nionde Kentucky Derby vinner William Donohue på Leonatus med tiden 2.43.[5]

### Kanadensisk fotboll
- 4 januari - Ontario Rugby Football Union grundas.[5]
- 16 januari - Québec Rugby Football Union grundas.[5]

### Rodd
- 15 mars - Oxfords universitet vinner universitetsrodden mot Universitetet i Cambridge.

## Födda
- 10 maj – Gösta Olsson, svensk gymnast, olympisk guldmedaljör.
- 30 september – Erik Norberg, svensk gymnast, olympisk guldmedaljör.
- 15 oktober – Karl-Gustaf Vingqvist, svensk gymnast, olympisk guldmedaljör.
- 31 oktober – Anthony Wilding, nyzeeländsk tennisspelare, wimbledonmästare i singel fyra år i rad.
- 6 november – Anders Hylander, svensk gymnast, olympisk guldmedaljör.
- 17 november – Erik Granfelt, svensk gymnast, olympisk guld- och bronsmedaljör.
- 23 december – Hjalmar Cedercrona, svensk gymnast, olympisk guldmedaljör.

### Fotnoter
1. ↑  ”Idrottsarvet”. Arkiverad från originalet den 9 mars 2016. https://web.archive.org/web/20160309035256/http://olis.nu/pdf/idrottsarvet_47.pdf. Läst 16 mars 2011.
2. ↑  ”The 1883 Season” (på engelska). Retrosheet. http://www.retrosheet.org/boxesetc/1883/Y_1883.htm. Läst 25 juli 2015.
3. ↑  Cyber Boxing Zone – John L Sullivan.  läst 12 november 2009.
4. ↑  En inofficiell titel fram till december 1889 då första officiella County Championship spelades.
5. 1 2 3  ”Chronology of Sports”. Arkiverad från originalet den 4 oktober 2011. https://web.archive.org/web/20111004142142/http://worldtimeline.info/sports/spor1880.htm. Läst 18 juli 2011.